# Elezione del Presidente della Camera del 1948
L'elezione del presidente della Camera del 1948 per la I legislatura della Repubblica Italiana si è svolta l'8 maggio 1948.
Presidente provvisorio è Mario Longhena.
Presidente della Camera dei deputati, eletto al I scrutinio, è Giovanni Gronchi.

## L'elezione

### Preferenze per Giovanni Gronchi
| Scrutinio | Voti | Percentuale |
| --------- | ---- | ----------- |
| I         | 314  | 60,8%       |

## 8 maggio 1948

### I scrutinio
Per la nomina è richiesta la maggioranza assoluta dei votanti.
| Dati votazione | Dati votazione |                | Nome                | Nome | Voti |
| -------------- | -------------- | -------------- | ------------------- | ---- | ---- |
| Presenti       | 516            |                | Giovanni Gronchi    | 314  |      |
| Votanti        | 516            |                | Ferdinando Targetti | 164  |      |
| Astenuti       | 0              |                | Alfredo Covelli     | 10   |      |
| Maggioranza    | 259            |                | Voti dispersi       | 3    |      |
|                |                | Schede bianche | 22                  |      |      |
| Schede nulle   | 3              |                |                     |      |      |

Risulta eletto: Giovanni Gronchi (DC)